# Podhujke
Podhujke (znanstveno ime Caprimulgidae) so družina nočno aktivnih ptic iz reda ležetrudnikov, razširjena po vsem svetu. Opisanih je 97 recentnih vrst (od tega ena verjetno izumrla), ki jih združujemo v 20 rodov.

## Opis
Vse podhujke imajo varovalno barvo s sivimi in rjavimi toni, ki jih skrije med mirovanjem v gostem rastju podnevi. So majhne ptice s trupom cigaraste oblike in različno dolgimi perutmi ter repom; samci nekaterih vrst imajo zelo podaljšana repna ali krilna peresa, s katerimi dvorijo samicam, sicer pa sta si spola podobna. Imajo veliko glavo z velikimi očmi ter kratek in nežen kljun, ki ga obdajajo dolge ščetine, usta pa lahko zelo široko odprejo. Njihove noge so kratke. Široka usta so morda botrovala razširjenemu prepričanju v antiki, da podhujke sesajo kozje mleko, o čemer sta pisala tudi Plinij starejši in Aristotel. Neutemeljeno trditev, da tako zajedajo na kozah in govedu, so ponavljali prirodoslovci vse do 19. stoletja, ostala pa je v njihovem znanstvenem imenu (dobesedno »kozji sesači«).
So pretežno nočno aktivne ptice, zato je o njihovih življenjih razmeroma malo znanega. Vse podhujke se prehranjujejo z letečimi žuželkami, ki jih lovijo v letu, s širokimi usti lahko požrejo tudi večje kobilice in vešče. Znamenite so po svojem brnečem oglašanju, ki se razlega v nočeh. Gnezdijo običajno na tleh, v rastlinskem opadu ali v gramozu, brez posebne priprave gnezda.

## Habitat in razširjenost
Različne vrste naseljujejo zelo raznolike habitate, vključno z mesti, kjer lovijo svoj plen.
Podhujke gnezdijo po vsej severni polobli razen najsevernejših in najbolj suhih predelov, pozimi pa se odselijo na južno poloblo. V Sloveniji je razširjena samo (navadna) podhujka, ki je pogosta predvsem v dinarskem Krasu na jugozahodu države.

## Sistematika
Taksonomski položaj družine med ležetrudniki je stvar burne razprave med ornitologi zaradi nejasnih ločevalnih znakov. Tradicionalno poleg njih uvrščamo v isti red še zaspance (Nyctibiidae), lastovičnike (Podargidae) in tolste lastovičnike (Steatornithidae), včasih tudi druge bližnje sorodnike, kot so hudourniki. Po sodobnem konsenzu vse naštete ločujejo v lastne redove, torej ostajajo podhujke edina družina v redu ležetrudnikov (Caprimulgiformes), vendar ostajajo sorodstvena razmerja med temi skupinami nejasna.